# Lico (futbolista)
José Antonio Morante Gutiérrez (Rafal, Alicante, España, 6 de julio de 1944), conocido como Lico, es un exfutbolista español que se desempeñaba como centrocampista.

## Clubes
| Club              | País   | Año       |
| ----------------- | ------ | --------- |
| Elche C. F.       | España | 1965-1968 |
| R. C. D. Español  | España | 1968-1971 |
| Valencia C. F.    | España | 1971-1975 |
| Albacete Balompié | España | 1975-1976 |
| Elche C. F.       | España | 1982-1983 |